# Dreaming Out Loud (album de OneRepublic)
Pour les articles homonymes, voir Dreaming Out Loud.
Albums de OneRepublic
Waking Up
(2009)
Dreaming Out Loud est le premier album du groupe de rock américain OneRepublic sorti en 2007. Il a été produit par Greg Wells, Timbaland ainsi que Ryan Tedder, et a été conçu et mixé par Joe Zook. L'album fait suite à deux années de succès massif sur MySpace où le groupe est apparu depuis le début de 2006, avec plus de 28 millions d'écoutes. Dreaming Out Loud est certifié disque d'or par la RIAA le 7 mars 2008 puis est rapidement certifié platine.

## Singles
Le premier single issu de l'album est Apologize. Le single suivant, Stop and Stare, est sorti le 19 novembre 2007. Un troisième single, Say (All I Need), est sorti en juin 2008.
En septembre 2008, le groupe sort son quatrième single, Mercy. La vidéo officielle de Mercy a fait ses débuts au Royaume-Uni, le 15 août 2008, sur la chaîne musicale 'Q'. La vidéo est filmée en noir et blanc et montre le groupe OneRepublic interprétant la chanson sur une plage. Come Home, le dernier single, a été remastérisé avec Sara Bareilles et est sorti le 14 juillet dans l'iTunes Store d'Apple et a fait ses débuts sur le Billboard Hot 100 à #80. La chanson est un hommage aux soldats américains et a été écrite par Ryan Tedder au sujet d'un ami soldat qui servait à l'étranger. 
La chanson All We Are a été utilisée en 2009 pour une promotion de la chaîne HBO.
La chanson Stop and Stare est employée dans la scène finale d'un épisode de la série d’MTV The Hills ; ainsi que dans la série télévisée policière Castle (à la fin de l'épisode 1-01 "Flowers For Your Grave" — "Des fleurs pour ta tombe", en 2009).

## Pistes de l'album
| 1.  | Say (All I Need)    | 3:50 |
| 2.  | Mercy               | 4:00 |
| 3.  | Stop and Stare      | 3:43 |
| 4.  | Apologize           | 3:28 |
| 5.  | Goodbye, Apathy     | 3:32 |
| 6.  | All Fall Down       | 4:04 |
| 7.  | Tyrant              | 5:03 |
| 8.  | Prodigal            | 3:55 |
| 9.  | Won't Stop          | 5:03 |
| 10. | All We Are          | 4:28 |
| 11. | Someone to Save You | 4:15 |
| 12. | Come Home           | 4:27 |

| 13. | Apologize (Timbaland presents OneRepublic)       | Tim Mosley, Tedder                    | 3:05 |
| 14. | Something's Not Right Here                       | Brown, Filkins, Fisher, Myers, Tedder | 3:01 |
| 15. | Hearing Voices                                   | Tedder                                | 3:55 |
| 16. | Dreaming Out Loud                                | Tedder                                | 4:39 |
| 17. | Sleep (Remix) (CD Pass downloadable bonus track) |                                       | 5:56 |

| 1. | Stop and Stare (Live video) | 4:31 |
| 2. | Apologize (Live video)      | 3:39 |
| 3. | All Fall Down (Live video)  | 4:15 |

| 1. | All We Are (version originale) | 4:02 |
| 2. | Too Easy                       | 3:10 |
| 3. | Trapt Door                     | 3:51 |

| 1.  | Say (All I Need)                         | 3:50 |
| 2.  | Mercy                                    | 4:00 |
| 3.  | Stop and Stare                           | 3:43 |
| 4.  | Apologize                                | 3:28 |
| 5.  | Goodbye, Apathy                          | 3:32 |
| 6.  | All Fall Down                            | 4:04 |
| 7.  | Tyrant                                   | 5:03 |
| 8.  | Prodigal                                 | 3:55 |
| 9.  | Won't Stop                               | 5:03 |
| 10. | All We Are                               | 4:28 |
| 11. | Someone to Save You                      | 4:15 |
| 12. | Come Home                                | 4:27 |
| 13. | Dreaming Out Loud                        | 4:39 |
| 14. | Something's Not Right Here               | 3:02 |
| 15. | Apologize (Remix)                        | 3:04 |
| 16. | Sleep (Non-LP Version)                   | 5:54 |
| 17. | Come Home (featuring Sara Bareilles)     | 4:18 |
| 18. | Mercy (Radio 1 Live Lounge) (Reprise)    | 3:43 |
| 19. | All Fall Down (Live @ The Orange Lounge) | 4:09 |
| 20. | All We Are (Live @ The Orange Lounge)    | 4:11 |

## Sortie
| Région      | Date             |
| ----------- | ---------------- |
| États-Unis  | 20 novembre 2007 |
| Allemagne   | 7 décembre 2007  |
| Australie   | 8 février 2008   |
| Brésil      | 15 février 2008  |
| Royaume-Uni | 10 mars 2008     |
| Italie      | 14 mars 2008     |
| Espagne     | 1er avril 2008   |

## Classements
| Chart/Pays (2007/2008) | Meilleur position | Ventes   | Certifications |
| ---------------------- | ----------------- | -------- | -------------- |
| Australie              | 4                 | 35,000   | Or             |
| Autriche               | 14                | 15,000   | Or             |
| Canada                 | 7                 | 40,000+  | Or             |
| Danemark               | 5                 |          |                |
| Pays-Bas               | 71                |          |                |
| Europe                 | 4                 |          |                |
| France                 | 76                |          |                |
| Media Control Charts   | 7                 | 100,000+ | Or             |
| Grèce                  | 20                |          |                |
| Irlande                | 4                 |          |                |
| Italie                 | 29                |          |                |
| Nouvelle-Zélande       | 3                 |          |                |
| Pologne                | 32                |          |                |
| Espagne                | 55                |          |                |
| Suède                  | 49                |          |                |
| Suisse                 | 8                 |          |                |
| UK Albums Chart        | 2                 |          |                |
| U.S. Billboard 200     | 14                |          | Or             |

### Classement de fin d'année
| Chart (2008)         | Classement |
| -------------------- | ---------- |
| Media Control Charts | 29         |